# Juventus FC in het seizoen 2015/16
Dit artikel beschrijft de prestaties van de Italiaanse voetbalclub Juventus FC in het seizoen 2015-2016.

## Selectie
| No.           | Naam                 | Nationaliteit | Geboortedatum | Vorige club                     |
| ------------- | -------------------- | ------------- | ------------- | ------------------------------- |
| Keepers       |                      |               |               |                                 |
| 1             | Gianluigi Buffon     | Italië        | 28-01-1978    | Parma (1995–2001)               |
| 25            | Neto                 | Brazilië      | 19-07-1989    | Fiorentina (2011–2015)          |
| 34            | Rubinho              | Brazilië      | 04-08-1982    | Torino (2010–2011)              |
| 38            | Emil Audero          | Italië        | 18-01-1997    | /                               |
| Verdedigers   |                      |               |               |                                 |
| 3             | Giorgio Chiellini    | Italië        | 14-08-1984    | Fiorentina (2004–2005)          |
| 4             | Martín Cáceres       | Uruguay       | 07-04-1987    | Sevilla (2010–2012)             |
| 12            | Alex Sandro          | Brazilië      | 26-01-1991    | FC Porto (2011–2015)            |
| 15            | Andrea Barzagli      | Italië        | 08-05-1981    | VfL Wolfsburg (2008–2011)       |
| 19            | Leonardo Bonucci     | Italië        | 01-05-1987    | Bari (2009–2010)                |
| 24            | Daniele Rugani       | Italië        | 29-07-1994    | Empoli (2013–2015)              |
| 26            | Stephan Lichtsteiner | Zwitserland   | 16-01-1984    | Lazio (2008–2011)               |
| 33            | Patrice Evra         | Frankrijk     | 15-05-1981    | Manchester United (2006–2014)   |
| Middenvelders |                      |               |               |                                 |
| 6             | Sami Khedira         | Duitsland     | 04-04-1987    | Real Madrid (2010–2015)         |
| 8             | Claudio Marchisio    | Italië        | 19-01-1986    | /                               |
| 10            | Paul Pogba           | Frankrijk     | 15-03-1993    | Manchester United (2011–2012)   |
| 11            | Hernanes             | Brazilië      | 29-05-1985    | Internazionale (2014–2015)      |
| 16            | Juan Cuadrado        | Colombia      | 26-05-1988    | Chelsea (2015)                  |
| 18            | Mario Lemina         | Gabon         | 01-09-1993    | Olympique Marseille (2013–2015) |
| 20            | Simone Padoin        | Italië        | 18-03-1984    | Atalanta (2007–2012)            |
| 22            | Kwadwo Asamoah       | Ghana         | 09-12-1988    | Udinese (2008–2012)             |
| 27            | Stefano Sturaro      | Italië        | 09-03-1993    | Genoa (2014–2015)               |
| 37            | Roberto Pereyra      | Argentinië    | 07-01-1991    | Udinese (2011–2014)             |
| 40            | Mattia Vitale        | Italië        | 01-10-1997    | /                               |
| Aanvallers    |                      |               |               |                                 |
| 7             | Simone Zaza          | Italië        | 25-06-1991    | Sassuolo (2013–2015)            |
| 9             | Álvaro Morata        | Spanje        | 23-10-1992    | Real Madrid (2010–2014)         |
| 17            | Mario Mandžukić      | Kroatië       | 21-05-1986    | Atlético Madrid (2014–2015)     |
| 21            | Paulo Dybala         | Argentinië    | 15-11-1993    | Palermo (2012–2015)             |

- = Aanvoerder

### Technische staf
|                 |                             |               |
| Functie         | Naam                        | Nationaliteit |
| Coach           | Massimiliano Allegri (foto) | Italië        |
| Assistent-coach | Marco Landucci              | Italië        |
| Keeperstrainer  | Claudio Filippi             | Italië        |

## Resultaten
Een overzicht van de competities waaraan Juventus in het seizoen 2015-2016 deelnam.
| Serie A  | Coppa Italia | Supercoppa | Champions League |
| -------- | ------------ | ---------- | ---------------- |
|          |              |            |                  |
| Kampioen | Winnaar      | Winnaar    | 1/8 finale       |

## Uitrustingen
Shirtsponsor(s): Jeep

Sportmerk: adidas
| Thuis | Thuis | Uit | Alternatief | Alternatief | Doelman | Doelman | Doelman |

## Transfers

### Zomer
| Naam               | Nationaliteit    | Van/naar            | Prijs              |
| ------------------ | ---------------- | ------------------- | ------------------ |
| Inkomend           |                  |                     |                    |
| Roberto Pereyra    | Argentinië       | Udinese             | € 14.000.000       |
| Paulo Dybala       | Argentinië       | Palermo             | € 32.000.000       |
| Mario Mandžukić    | Kroatië          | Atlético Madrid     | € 19.000.000       |
| Simone Zaza        | Italië           | Sassuolo            | € 18.000.000       |
| Alex Sandro        | Brazilië         | FC Porto            | € 26.000.000       |
| Hernanes           | Brazilië         | Internazionale      | € 11.000.000       |
| Juan Cuadrado      | Colombia         | Chelsea             | Huur (€ 1.500.000) |
| Mario Lemina       | Gabon            | Olympique Marseille | Huur (€ 500.000)   |
| Guido Vadalá       | Argentinië       | Boca Juniors        | Huur (€ 3.500.000) |
| Sami Khedira       | Duitsland        | Real Madrid         | Transfervrij       |
| Neto               | Brazilië         | Fiorentina          | Transfervrij       |
| Daniele Rugani     | Italië           | Empoli              | Einde huur         |
| TOTAAL UITGAVEN:   | TOTAAL UITGAVEN: | TOTAAL UITGAVEN:    | € 97.650.000       |
| Uitgaand           |                  |                     |                    |
| Angelo Ogbonna     | Italië           | West Ham United     | € 11.000.000       |
| Carlos Tévez       | Argentinië       | Boca Juniors        | € 6.500.000        |
| Arturo Vidal       | Chili            | Bayern München      | € 37.000.000       |
| Rômulo             | Italië           | Hellas Verona       | Einde huur         |
| Alessandro Matri   | Italië           | AC Milan            | Einde huur         |
| Marco Storari      | Engeland         | Cagliari            | Transfervrij       |
| Andrea Pirlo       | Italië           | New York City FC    | Transfervrij       |
| Simone Pepe        | Italië           | Chievo Verona       | Transfervrij       |
| Fernando Llorente  | Spanje           | Sevilla             | Transfervrij       |
| Luca Marrone       | Italië           | Carpi               | Huur               |
| Kingsley Coman     | Frankrijk        | Bayern München      | Huur (€ 7.000.000) |
| Mauricio Isla      | Chili            | Olympique Marseille | Huur               |
| Federico Mattiello | Italië           | Chievo Verona       | Huur               |
| Paolo De Ceglie    | Italië           | Olympique Marseille | Huur               |
| Vajebah Sakor      | Noorwegen        | KVC Westerlo        | Huur               |
| TOTAAL INKOMEN:    | TOTAAL INKOMEN:  | TOTAAL INKOMEN:     | € 45.040.000       |

### Winter
| Naam               | Nationaliteit    | Van/naar         | Prijs       |
| ------------------ | ---------------- | ---------------- | ----------- |
| Inkomend           |                  |                  |             |
| Luca Marrone       | Italië           | Carpi            | Einde huur  |
| Vajebah Sakor      | Noorwegen        | KVC Westerlo     | Einde huur  |
| Rolando Mandragora | Italië           | Genoa            | € 6.000.000 |
| TOTAAL UITGAVEN:   | TOTAAL UITGAVEN: | TOTAAL UITGAVEN: | € 6.000.000 |
| Uitgaand           |                  |                  |             |
| Luca Marrone       | Italië           | Hellas Verona    | Huur        |
| Vajebah Sakor      | Noorwegen        | Vålerenga IF     | Huur        |
| Mattia Vitale      | Italië           | Virtus Lanciano  | Huur        |
| Rolando Mandragora | Italië           | Pescara          | Huur        |
| TOTAAL INKOMEN:    | TOTAAL INKOMEN:  | TOTAAL INKOMEN:  | € 0         |

## Supercoppa
| Wedstrijddetails                               | Thuisploeg               | Uitslag | Uitploeg | Opstelling | Kaarten |
| ---------------------------------------------- | ------------------------ | ------- | -------- | --- | ------- |
| Supercoppa                                     |                          |         |          | |         |
| 8 augustus 2015 14:00 Shanghaistadion Shanghai | Juventus                 | 2-0     | Lazio    | Buffon Barzagli, Bonucci, Cáceres Lichtsteiner, Sturaro (90' Pereyra), Marchisio, Pogba, Evra Mandžukić (80' Llorente), Coman (61' Dybala) |         |
| 8 augustus 2015 14:00 Shanghaistadion Shanghai | 69' Mandžukić 73' Dybala | 1-0 2-0 |          | Buffon Barzagli, Bonucci, Cáceres Lichtsteiner, Sturaro (90' Pereyra), Marchisio, Pogba, Evra Mandžukić (80' Llorente), Coman (61' Dybala) |         |

## Serie A

### Wedstrijden
| Wedstrijddetails                                               | Thuisploeg                                                     | Uitslag             | Uitploeg                                          | Opstelling | Kaarten                                                                          |
| -------------------------------------------------------------- | -------------------------------------------------------------- | ------------------- | ------------------------------------------------- | --- | -------------------------------------------------------------------------------- |
| Heenronde                                                      |                                                                |                     |                                                   | |                                                                                  |
| 23 augustus 2015 18:00 Juventus Stadium Turijn                 | Juventus                                                       | 0-1                 | Udinese                                           | Buffon Barzagli, Bonucci, Chiellini Lichtsteiner (81' Isla), Pereyra (79' Llorente), Padoin, Pogba, Evra Mandžukić, Coman (65' Dybala)             | 39' Padoin                                                                       |
| 23 augustus 2015 18:00 Juventus Stadium Turijn                 |                                                                | 0-1                 | 78' Théréau                                       | Buffon Barzagli, Bonucci, Chiellini Lichtsteiner (81' Isla), Pereyra (79' Llorente), Padoin, Pogba, Evra Mandžukić, Coman (65' Dybala)             | 39' Padoin                                                                       |
| 30 augustus 2015 18:00 Stadio Olimpico Rome                    | AS Roma                                                        | 2-1                 | Juventus                                          | Buffon Cáceres, Bonucci, Chiellini Lichtsteiner (72' Pereyra), Sturaro, Padoin (75' Cuadrado), Pogba, Evra Mandžukić (62' Morata), Dybala          | 22' Pogba 37' Chiellini 66' Rubinho 75' Evra 78' Evra                            |
| 30 augustus 2015 18:00 Stadio Olimpico Rome                    | 61' Pjanić 79' Džeko                                           | 1-0 2-0 2-1         | 87' Dybala                                        | Buffon Cáceres, Bonucci, Chiellini Lichtsteiner (72' Pereyra), Sturaro, Padoin (75' Cuadrado), Pogba, Evra Mandžukić (62' Morata), Dybala          | 22' Pogba 37' Chiellini 66' Rubinho 75' Evra 78' Evra                            |
| 12 september 2015 20:45 Juventus Stadium Turijn                | Juventus                                                       | 1-1                 | Chievo Verona                                     | Buffon Cáceres, Barzagli, Bonucci, Alex Sandro Pereyra, Marchisio (46' Pogba), Hernanes, Sturaro (65' Cuadrado) Morata (73' Mandžukić), Dybala     | 36' Hernanes 49' Alex Sandro 90+1' Cuadrado                                      |
| 12 september 2015 20:45 Juventus Stadium Turijn                | 83' Dybala (pen.)                                              | 0-1 1-1             | 5' Hetemaj                                        | Buffon Cáceres, Barzagli, Bonucci, Alex Sandro Pereyra, Marchisio (46' Pogba), Hernanes, Sturaro (65' Cuadrado) Morata (73' Mandžukić), Dybala     | 36' Hernanes 49' Alex Sandro 90+1' Cuadrado                                      |
| 20 september 2015 15:00 Stadio Luigi Ferraris Genua            | Genoa                                                          | 0-2                 | Juventus                                          | Buffon Lichtsteiner, Barzagli, Chiellini, Evra Sturaro, Lemina (76' Hernanes), Pogba Cuadrado, Mandžukić (83' Zaza), Morata (22' Pereyra)          | 17' Evra 60' Pogba 61' Lemina 86' Zaza                                           |
| 20 september 2015 15:00 Stadio Luigi Ferraris Genua            |                                                                | 0-1 0-2             | 37' Lamanna (own) 60' Pogba (pen.)                | Buffon Lichtsteiner, Barzagli, Chiellini, Evra Sturaro, Lemina (76' Hernanes), Pogba Cuadrado, Mandžukić (83' Zaza), Morata (22' Pereyra)          | 17' Evra 60' Pogba 61' Lemina 86' Zaza                                           |
| 23 september 2015 20:45 Juventus Stadium Turijn                | Juventus                                                       | 1-1                 | Frosinone                                         | Neto Lichtsteiner (46' Chiellini), Barzagli, Bonucci, Alex Sandro Sturaro (46' Dybala), Lemina, Pogba Cuadrado, Zaza (77' Hernanes), Pereyra       | 46' Bonucci 67' Zaza                                                             |
| 23 september 2015 20:45 Juventus Stadium Turijn                | 50' Zaza                                                       | 1-0 1-1             | 90+2' Blanchard                                   | Neto Lichtsteiner (46' Chiellini), Barzagli, Bonucci, Alex Sandro Sturaro (46' Dybala), Lemina, Pogba Cuadrado, Zaza (77' Hernanes), Pereyra       | 46' Bonucci 67' Zaza                                                             |
| 26 september 2015 20:45 Stadio San Paolo Napels                | Napoli                                                         | 2-1                 | Juventus                                          | Neto Padoin (89' Alex Sandro), Bonucci, Chiellini, Evra Lemina, Hernanes (64' Cuadrado), Pereyra, Pogba Dybala (71' Morata), Zaza                  | 51' Bonucci 53' Evra 87' Padoin 90+3' Morata                                     |
| 26 september 2015 20:45 Stadio San Paolo Napels                | 26' Insigne 62' Higuaín                                        | 1-0 2-0 2-1         | 63' Lemina                                        | Neto Padoin (89' Alex Sandro), Bonucci, Chiellini, Evra Lemina, Hernanes (64' Cuadrado), Pereyra, Pogba Dybala (71' Morata), Zaza                  | 51' Bonucci 53' Evra 87' Padoin 90+3' Morata                                     |
| 4 oktober 2015 18:00 Juventus Stadium Turijn                   | Juventus                                                       | 3-1                 | Bologna                                           | Buffon Barzagli, Bonucci, Chiellini, Evra Khedira (90+2' Asamoah), Hernanes (67' Lemina), Pogba Cuadrado, Dybala, Morata (76' Zaza)                | 83' Lemina                                                                       |
| 4 oktober 2015 18:00 Juventus Stadium Turijn                   | 33' Morata 52' Dybala (pen.) 63' Khedira                       | 0-1 1-1 2-1 3-1     | 5' Mounier                                        | Buffon Barzagli, Bonucci, Chiellini, Evra Khedira (90+2' Asamoah), Hernanes (67' Lemina), Pogba Cuadrado, Dybala, Morata (76' Zaza)                | 83' Lemina                                                                       |
| 18 oktober 2015 20:45 Stadio Giuseppe Meazza Milaan            | Internazionale                                                 | 0-0                 | Juventus                                          | Buffon Barzagli, Bonucci, Chiellini, Evra Khedira, Marchisio, Pogba Cuadrado, Zaza (78' Dybala), Morata (71' Mandžukić)                            | 7' Marchisio 11' Khedira 16' Zaza 60' Evra 86' Chiellini                         |
| 18 oktober 2015 20:45 Stadio Giuseppe Meazza Milaan            |                                                                |                     |                                                   | Buffon Barzagli, Bonucci, Chiellini, Evra Khedira, Marchisio, Pogba Cuadrado, Zaza (78' Dybala), Morata (71' Mandžukić)                            | 7' Marchisio 11' Khedira 16' Zaza 60' Evra 86' Chiellini                         |
| 25 oktober 2015 15:00 Juventus Stadium Turijn                  | Juventus                                                       | 2-0                 | Atalanta                                          | Buffon Padoin, Bonucci, Chiellini, Evra Khedira (89' Sturaro), Marchisio, Pereyra (37' Asamoah), Pogba Dybala, Mandžukić (77' Morata)              | 51' Marchisio 61' Dybala                                                         |
| 25 oktober 2015 15:00 Juventus Stadium Turijn                  | 28' Dybala 49' Mandžukić                                       | 1-0 2-0             |                                                   | Buffon Padoin, Bonucci, Chiellini, Evra Khedira (89' Sturaro), Marchisio, Pereyra (37' Asamoah), Pogba Dybala, Mandžukić (77' Morata)              | 51' Marchisio 61' Dybala                                                         |
| 28 oktober 2015 20:45 Stadio Città del Tricolore Reggio Emilia | Sassuolo                                                       | 1-0                 | Juventus                                          | Buffon Barzagli, Bonucci, Chiellini, Alex Sandro Cuadrado, Sturaro, Lemina (82' Hernanes), Pogba Dybala (78' Zaza), Mandžukić (60' Morata)         | 4' Chiellini 18' Lemina 39' Chiellini 77' Pogba                                  |
| 28 oktober 2015 20:45 Stadio Città del Tricolore Reggio Emilia | 20' Sansone                                                    | 1-0                 |                                                   | Buffon Barzagli, Bonucci, Chiellini, Alex Sandro Cuadrado, Sturaro, Lemina (82' Hernanes), Pogba Dybala (78' Zaza), Mandžukić (60' Morata)         | 4' Chiellini 18' Lemina 39' Chiellini 77' Pogba                                  |
| 31 oktober 2015 18:00 Juventus Stadium Turijn                  | Juventus                                                       | 2-1                 | Torino                                            | Buffon Padoin, Barzagli, Bonucci, Evra Khedira (11' Cuadrado), Marchisio, Hernanes, Pogba Morata (78' Mandžukić), Dybala (87' Alex Sandro)         | 27' Morata 81' Pogba                                                             |
| 31 oktober 2015 18:00 Juventus Stadium Turijn                  | 19' Pogba 90+3' Cuadrado                                       | 1-0 1-1 2-1         | 51' Bovo                                          | Buffon Padoin, Barzagli, Bonucci, Evra Khedira (11' Cuadrado), Marchisio, Hernanes, Pogba Morata (78' Mandžukić), Dybala (87' Alex Sandro)         | 27' Morata 81' Pogba                                                             |
| 8 november 2015 15:00 Stadio Carlo Castellani Empoli           | Empoli                                                         | 1-3                 | Juventus                                          | Buffon Lichtsteiner (86' Padoin), Barzagli, Bonucci, Evra Khedira, Marchisio, Pogba Cuadrado (68' Chiellini), Mandžukić, Morata (68' Dybala)       | 51' Morata 60' Buffon 81' Marchisio                                              |
| 8 november 2015 15:00 Stadio Carlo Castellani Empoli           | 19' Maccarone                                                  | 1-0 1-1 1-2 1-3     | 32' Mandžukić 38' Evra 84' Dybala                 | Buffon Lichtsteiner (86' Padoin), Barzagli, Bonucci, Evra Khedira, Marchisio, Pogba Cuadrado (68' Chiellini), Mandžukić, Morata (68' Dybala)       | 51' Morata 60' Buffon 81' Marchisio                                              |
| 21 november 2015 20:45 Juventus Stadium Turijn                 | Juventus                                                       | 1-0                 | AC Milan                                          | Buffon Lichtsteiner, Barzagli, Chiellini, Evra (29' Alex Sandro) Sturaro, Marchisio, Hernanes (46' Bonucci), Pogba Mandžukić, Dybala (81' Morata)  | 28' Sturaro 50' Lichtsteiner                                                     |
| 21 november 2015 20:45 Juventus Stadium Turijn                 | 65' Dybala                                                     | 1-0                 |                                                   | Buffon Lichtsteiner, Barzagli, Chiellini, Evra (29' Alex Sandro) Sturaro, Marchisio, Hernanes (46' Bonucci), Pogba Mandžukić, Dybala (81' Morata)  | 28' Sturaro 50' Lichtsteiner                                                     |
| 29 november 2015 20:45 Stadio Renzo Barbera Palermo            | Palermo                                                        | 0-3                 | Juventus                                          | Buffon Barzagli, Bonucci, Chiellini Cuadrado (68' Lichtsteiner), Sturaro, Marchisio, Pogba, Evra Mandžukić (67' Morata), Dybala (84' Zaza)         | 25' Pogba 61' Barzagli 76' Sturaro                                               |
| 29 november 2015 20:45 Stadio Renzo Barbera Palermo            |                                                                | 0-1 0-2 0-3         | 54' Mandžukić 89' Sturaro 90+3' Zaza              | Buffon Barzagli, Bonucci, Chiellini Cuadrado (68' Lichtsteiner), Sturaro, Marchisio, Pogba, Evra Mandžukić (67' Morata), Dybala (84' Zaza)         | 25' Pogba 61' Barzagli 76' Sturaro                                               |
| 4 december 2015 20:45 Stadio Olimpico Rome                     | Lazio                                                          | 0-2                 | Juventus                                          | Buffon Barzagli, Bonucci, Chiellini Lichtsteiner, Sturaro, Asamoah (69' Evra), Alex Sandro Mandžukić (82' Morata), Dybala (80' Cuadrado)           | 26' Mandžukić 68' Alex Sandro 75' Evra                                           |
| 4 december 2015 20:45 Stadio Olimpico Rome                     |                                                                | 0-1 0-2             | 7' Gentiletti (own) 32' Dybala                    | Buffon Barzagli, Bonucci, Chiellini Lichtsteiner, Sturaro, Asamoah (69' Evra), Alex Sandro Mandžukić (82' Morata), Dybala (80' Cuadrado)           | 26' Mandžukić 68' Alex Sandro 75' Evra                                           |
| 13 december 2015 20:45 Juventus Stadium Turijn                 | Juventus                                                       | 3-1                 | Fiorentina                                        | Buffon Barzagli, Bonucci, Chiellini Cuadrado, Khedira (62' Sturaro), Marchisio, Pogba, Evra (77' Alex Sandro) Mandžukić (86' Morata), Dybala       | 52' Pogba 72' Mandžukić 75' Marchisio                                            |
| 13 december 2015 20:45 Juventus Stadium Turijn                 | 6' Cuadrado 80' Mandžukić 90+1' Dybala                         | 0-1 1-1 2-1 3-1     | 3' Iličić (pen.)                                  | Buffon Barzagli, Bonucci, Chiellini Cuadrado, Khedira (62' Sturaro), Marchisio, Pogba, Evra (77' Alex Sandro) Mandžukić (86' Morata), Dybala       | 52' Pogba 72' Mandžukić 75' Marchisio                                            |
| 20 december 2015 12:30 Stadio Alberto Braglia Modena           | Carpi                                                          | 2-3                 | Juventus                                          | Buffon Barzagli (57' Barzagli), Bonucci, Chiellini Cuadrado (83' Lichtsteiner), Khedira, Marchisio, Pogba, Evra Mandžukić, Dybala (69' Morata)     |                                                                                  |
| 20 december 2015 12:30 Stadio Alberto Braglia Modena           | 15' Borriello 90+2' Bonucci (own)                              | 1-0 1-1 1-2 1-3 2-3 | 18' Mandžukić 41' Mandžukić 50' Pogba             | Buffon Barzagli (57' Barzagli), Bonucci, Chiellini Cuadrado (83' Lichtsteiner), Khedira, Marchisio, Pogba, Evra Mandžukić, Dybala (69' Morata)     |                                                                                  |
| 6 januari 2016 15:00 Juventus Stadium Turijn                   | Juventus                                                       | 3-0                 | Hellas Verona                                     | Buffon Cáceres (84' Rugani), Bonucci, Chiellini Lichtsteiner, Khedira (71' Sturaro), Marchisio, Pogba, Alex Sandro Dybala, Morata (79' Zaza)       | 45+2' Marchisio 59' Alex Sandro 80' Sturaro                                      |
| 6 januari 2016 15:00 Juventus Stadium Turijn                   | 8' Dybala 45' Bonucci 82' Zaza                                 | 1-0 2-0 3-0         |                                                   | Buffon Cáceres (84' Rugani), Bonucci, Chiellini Lichtsteiner, Khedira (71' Sturaro), Marchisio, Pogba, Alex Sandro Dybala, Morata (79' Zaza)       | 45+2' Marchisio 59' Alex Sandro 80' Sturaro                                      |
| 10 januari 2016 20:45 Stadio Luigi Ferraris Genua              | Sampdoria                                                      | 1-2                 | Juventus                                          | Buffon Rugani, Bonucci, Chiellini Lichtsteiner (65' Cuadrado), Khedira, Hernanes, Pogba, Evra Dybala (89' Padoin), Morata (77' Zaza)               | 39' Bonucci 47' Pogba 88' Hernanes 90' Khedira                                   |
| 10 januari 2016 20:45 Stadio Luigi Ferraris Genua              | 64' Cassano                                                    | 0-1 0-2 1-2         | 17' Pogba 46' Khedira                             | Buffon Rugani, Bonucci, Chiellini Lichtsteiner (65' Cuadrado), Khedira, Hernanes, Pogba, Evra Dybala (89' Padoin), Morata (77' Zaza)               | 39' Bonucci 47' Pogba 88' Hernanes 90' Khedira                                   |
| 17 januari 2016 15:00 Stadio Friuli Udine                      | Udinese                                                        | 0-4                 | Juventus                                          | Buffon Rugani, Bonucci, Chiellini (58' Cáceres) Lichtsteiner (80' Padoin), Khedira, Marchisio, Asamoah, Alex Sandro Dybala (66' Morata), Mandžukić | 11' Chiellini                                                                    |
| 17 januari 2016 15:00 Stadio Friuli Udine                      |                                                                | 0-1 0-2 0-3 0-4     | 15' Dybala 18' Khedira 26' Dybala 42' Alex Sandro | Buffon Rugani, Bonucci, Chiellini (58' Cáceres) Lichtsteiner (80' Padoin), Khedira, Marchisio, Asamoah, Alex Sandro Dybala (66' Morata), Mandžukić | 11' Chiellini                                                                    |
| 24 januari 2016 20:45 Juventus Stadium Turijn                  | Juventus                                                       | 1-0                 | AS Roma                                           | Buffon Barzagli, Bonucci, Chiellini Lichtsteiner (66' Cuadrado), Khedira, Marchisio, Pogba, Evra Dybala (85' Morata), Mandžukić                    | 50' Mandžukić 88' Evra                                                           |
| 24 januari 2016 20:45 Juventus Stadium Turijn                  | 77' Dybala                                                     | 1-0                 |                                                   | Buffon Barzagli, Bonucci, Chiellini Lichtsteiner (66' Cuadrado), Khedira, Marchisio, Pogba, Evra Dybala (85' Morata), Mandžukić                    | 50' Mandžukić 88' Evra                                                           |
| 31 januari 2016 12:30 Stadio Marc'Antonio Bentegodi Verona     | Chievo Verona                                                  | 0-4                 | Juventus                                          | Buffon Cáceres, Bonucci, Barzagli Lichtsteiner (81' Padoin), Khedira (46' Sturaro), Marchisio (69' Hernanes), Pogba, Alex Sandro Morata, Dybala    | 20' Alex Sandro 84' Hernanes                                                     |
| 31 januari 2016 12:30 Stadio Marc'Antonio Bentegodi Verona     |                                                                | 0-1 0-2 0-3 0-4     | 6' Morata 40' Morata 61' Alex Sandro 67' Pogba    | Buffon Cáceres, Bonucci, Barzagli Lichtsteiner (81' Padoin), Khedira (46' Sturaro), Marchisio (69' Hernanes), Pogba, Alex Sandro Morata, Dybala    | 20' Alex Sandro 84' Hernanes                                                     |
| 3 februari 2016 20:45 Juventus Stadium Turijn                  | Juventus                                                       | 1-0                 | Genoa                                             | Buffon Cáceres (63' Rugani), Bonucci, Barzagli Cuadrado, Padoin, Marchisio, Pogba, Evra (41' Alex Sandro) Morata (54' Zaza), Dybala                | 39' Bonucci 90+1' Zaza                                                           |
| 3 februari 2016 20:45 Juventus Stadium Turijn                  | 30' De Maio (own)                                              | 1-0                 |                                                   | Buffon Cáceres (63' Rugani), Bonucci, Barzagli Cuadrado, Padoin, Marchisio, Pogba, Evra (41' Alex Sandro) Morata (54' Zaza), Dybala                | 39' Bonucci 90+1' Zaza                                                           |
| 7 februari 2016 15:00 Stadio Matusa Frosinone                  | Frosinone                                                      | 0-2                 | Juventus                                          | Buffon Barzagli, Bonucci, Chiellini (77' Rugani) Cuadrado, Sturaro (66' Pereyra), Marchisio, Pogba, Alex Sandro Morata (90+3' Favilli), Dybala     | 82' Morata                                                                       |
| 7 februari 2016 15:00 Stadio Matusa Frosinone                  |                                                                | 0-1 0-2             | 73' Cuadrado 90+1' Dybala                         | Buffon Barzagli, Bonucci, Chiellini (77' Rugani) Cuadrado, Sturaro (66' Pereyra), Marchisio, Pogba, Alex Sandro Morata (90+3' Favilli), Dybala     | 82' Morata                                                                       |
| 13 februari 2016 20:45 Juventus Stadium Turijn                 | Juventus                                                       | 1-0                 | Napoli                                            | Buffon Lichtsteiner, Bonucci (52' Rugani), Barzagli, Evra Cuadrado, Khedira, Marchisio, Pogba Dybala (86' Alex Sandro), Morata (58' Zaza)          | 67' Pogba 86' Marchisio                                                          |
| 13 februari 2016 20:45 Juventus Stadium Turijn                 | 88' Zaza                                                       | 1-0                 |                                                   | Buffon Lichtsteiner, Bonucci (52' Rugani), Barzagli, Evra Cuadrado, Khedira, Marchisio, Pogba Dybala (86' Alex Sandro), Morata (58' Zaza)          | 67' Pogba 86' Marchisio                                                          |
| 19 februari 2016 20:45 Juventus Stadium Turijn                 | Bologna                                                        | 0-0                 | Juventus                                          | Buffon Lichtsteiner, Bonucci, Barzagli, Evra Sturaro, Marchisio, Pereyra (46' Cuadrado), Pogba Morata, Zaza (68' Dybala)                           | 41' Sturaro 45' Marchisio                                                        |
| 19 februari 2016 20:45 Juventus Stadium Turijn                 |                                                                |                     |                                                   | Buffon Lichtsteiner, Bonucci, Barzagli, Evra Sturaro, Marchisio, Pereyra (46' Cuadrado), Pogba Morata, Zaza (68' Dybala)                           | 41' Sturaro 45' Marchisio                                                        |
| 28 februari 2016 20:45 Juventus Stadium Turijn                 | Juventus                                                       | 2-0                 | Internazionale                                    | Buffon Barzagli, Bonucci, Chiellini (36' Rugani) Lichtsteiner, Khedira (78' Sturaro), Hernanes, Pogba, Alex Sandro Dybala (82' Morata), Mandžukić  | 39' Lichtsteiner 45' Hernanes 59' Khedira                                        |
| 28 februari 2016 20:45 Juventus Stadium Turijn                 | 47' Bonucci 84' Morata (pen.)                                  | 1-0 2-0             |                                                   | Buffon Barzagli, Bonucci, Chiellini (36' Rugani) Lichtsteiner, Khedira (78' Sturaro), Hernanes, Pogba, Alex Sandro Dybala (82' Morata), Mandžukić  | 39' Lichtsteiner 45' Hernanes 59' Khedira                                        |
| 6 maart 2016 15:00 Stadio Atleti Azzurri d'Italia Bergamo      | Atalanta                                                       | 0-2                 | Juventus                                          | Buffon Lichtsteiner, Barzagli, Bonucci, Evra Khedira (68' Lemina), Marchisio, Pereyra (81' Alex Sandro), Pogba Dybala (89' Morata), Mandžukić      | 43' Pogba 80' Marchisio                                                          |
| 6 maart 2016 15:00 Stadio Atleti Azzurri d'Italia Bergamo      |                                                                | 0-1 0-2             | 24' Barzagli 86' Lemina                           | Buffon Lichtsteiner, Barzagli, Bonucci, Evra Khedira (68' Lemina), Marchisio, Pereyra (81' Alex Sandro), Pogba Dybala (89' Morata), Mandžukić      | 43' Pogba 80' Marchisio                                                          |
| 11 maart 2016 20:45 Juventus Stadium Turijn                    | Juventus                                                       | 1-0                 | Sassuolo                                          | Buffon Barzagli, Bonucci, Rugani Cuadrado, Khedira (72' Pogba), Marchisio, Asamoah, Alex Sandro Dybala (80' Morata), Mandžukić (89' Lichtsteiner)  |                                                                                  |
| 11 maart 2016 20:45 Juventus Stadium Turijn                    | 36' Dybala                                                     | 1-0                 |                                                   | Buffon Barzagli, Bonucci, Rugani Cuadrado, Khedira (72' Pogba), Marchisio, Asamoah, Alex Sandro Dybala (80' Morata), Mandžukić (89' Lichtsteiner)  |                                                                                  |
| 20 maart 2016 15:00 Stadio Olimpico Turijn                     | Torino                                                         | 1-4                 | Juventus                                          | Buffon Barzagli, Bonucci, Rugani Lichtsteiner (50' Cuadrado), Khedira, Lemina, Pogba, Alex Sandro Dybala (32' Morata), Mandžukić (85' Zaza)        | 16' Alex Sandro 44' Lichtsteiner 47' Bonucci 87' Khedira                         |
| 20 maart 2016 15:00 Stadio Olimpico Turijn                     | 48' Belotti (pen.)                                             | 0-1 0-2 1-2 1-3 1-4 | 33' Pogba 42' Khedira 63' Morata 76' Morata       | Buffon Barzagli, Bonucci, Rugani Lichtsteiner (50' Cuadrado), Khedira, Lemina, Pogba, Alex Sandro Dybala (32' Morata), Mandžukić (85' Zaza)        | 16' Alex Sandro 44' Lichtsteiner 47' Bonucci 87' Khedira                         |
| 2 april 2016 20:45 Juventus Stadium Turijn                     | Juventus                                                       | 1-0                 | Empoli                                            | Buffon Barzagli, Rugani, Chiellini (54' Cuadrado) Lichtsteiner, Pereyra (81' Asamoah), Marchisio, Pogba, Evra Morata, Mandžukić (66' Zaza)         | 45+1' Lichtsteiner 67' Zaza                                                      |
| 2 april 2016 20:45 Juventus Stadium Turijn                     | 44' Mandžukić                                                  | 1-0                 |                                                   | Buffon Barzagli, Rugani, Chiellini (54' Cuadrado) Lichtsteiner, Pereyra (81' Asamoah), Marchisio, Pogba, Evra Morata, Mandžukić (66' Zaza)         | 45+1' Lichtsteiner 67' Zaza                                                      |
| 9 april 2016 20:45 Stadio Giuseppe Meazza Milaan               | AC Milan                                                       | 1-2                 | Juventus                                          | Buffon Barzagli, Bonucci, Rugani Lichtsteiner (81' Cuadrado), Pogba, Marchisio, Asamoah (85' Evra), Alex Sandro Morata (67' Zaza), Mandžukić       | 19' Asamoah 50' Mandžukić 86' Zaza                                               |
| 9 april 2016 20:45 Stadio Giuseppe Meazza Milaan               | 18' Alex                                                       | 1-0                 | 27' Mandžukić 65' Pogba                           | Buffon Barzagli, Bonucci, Rugani Lichtsteiner (81' Cuadrado), Pogba, Marchisio, Asamoah (85' Evra), Alex Sandro Morata (67' Zaza), Mandžukić       | 19' Asamoah 50' Mandžukić 86' Zaza                                               |
| 17 april 2016 15:00 Juventus Stadium Turijn                    | Juventus                                                       | 4-0                 | Palermo                                           | Buffon Barzagli, Bonucci, Rugani Cuadrado, Khedira (78' Padoin), Marchisio (16' Lemina), Pogba, Evra Dybala (68' Morata), Mandžukić                | 29' Barzagli 86' Morata                                                          |
| 17 april 2016 15:00 Juventus Stadium Turijn                    | 10' Khedira 71' Pogba 74' Cuadrado 89' Padoin                  | 1-0 2-0 3-0 4-0     |                                                   | Buffon Barzagli, Bonucci, Rugani Cuadrado, Khedira (78' Padoin), Marchisio (16' Lemina), Pogba, Evra Dybala (68' Morata), Mandžukić                | 29' Barzagli 86' Morata                                                          |
| 20 april 2016 20:45 Juventus Stadium Turijn                    | Juventus                                                       | 3-0                 | Lazio                                             | Buffon Barzagli, Bonucci, Rugani Lichtsteiner, Khedira (70' Sturaro), Hernanes, Pogba (82' Asamoah), Alex Sandro Dybala (75' Zaza), Mandžukić      | 75' Sturaro                                                                      |
| 20 april 2016 20:45 Juventus Stadium Turijn                    | 39' Mandžukić 52' Dybala (pen.) 64' Dybala                     | 1-0 2-0 3-0         |                                                   | Buffon Barzagli, Bonucci, Rugani Lichtsteiner, Khedira (70' Sturaro), Hernanes, Pogba (82' Asamoah), Alex Sandro Dybala (75' Zaza), Mandžukić      | 75' Sturaro                                                                      |
| 24 april 2016 20:45 Stadio Artemio Franchi Firenze             | Fiorentina                                                     | 1-2                 | Juventus                                          | Buffon Barzagli, Bonucci, Rugani Lichtsteiner (88' Cuadrado), Khedira, Lemina, Pogba (84' Asamoah), Evra Dybala (70' Morata), Mandžukić            | 72' Rugani 83' Morata 89' Cuadrado                                               |
| 24 april 2016 20:45 Stadio Artemio Franchi Firenze             | 81' Kalinić                                                    | 0-1 1-1 1-2         | 39' Mandžukić 83' Morata                          | Buffon Barzagli, Bonucci, Rugani Lichtsteiner (88' Cuadrado), Khedira, Lemina, Pogba (84' Asamoah), Evra Dybala (70' Morata), Mandžukić            | 72' Rugani 83' Morata 89' Cuadrado                                               |
| 1 mei 2016 12:30 Juventus Stadium Turijn                       | Juventus                                                       | 2-0                 | Carpi                                             | Buffon Rugani, Bonucci, Evra Cuadrado (74' Lichtsteiner), Pogba, Hernanes, Asamoah (85' Sturaro), Alex Sandro Mandžukić, Morata (46' Zaza)         | 28' Mandžukić 51' Rugani 66' Bonucci 90' Lichtsteiner 90+1' Pogba 90+3' Hernanes |
| 1 mei 2016 12:30 Juventus Stadium Turijn                       | 42' Hernanes 80' Zaza                                          | 1-0 2-0             |                                                   | Buffon Rugani, Bonucci, Evra Cuadrado (74' Lichtsteiner), Pogba, Hernanes, Asamoah (85' Sturaro), Alex Sandro Mandžukić, Morata (46' Zaza)         | 28' Mandžukić 51' Rugani 66' Bonucci 90' Lichtsteiner 90+1' Pogba 90+3' Hernanes |
| 8 mei 2016 20:45 Stadio Marc'Antonio Bentegodi Verona          | Hellas Verona                                                  | 2-1                 | Juventus                                          | Neto Barzagli (72' Chiellini), Bonucci, Rugani Cuadrado, Sturaro (62' Pereyra), Lemina, Asamoah (71' Padoin), Alex Sandro Dybala, Zaza             | 26' Zaza 42' Alex Sandro 51' Lemina 90+2' Alex Sandro                            |
| 8 mei 2016 20:45 Stadio Marc'Antonio Bentegodi Verona          | 43' Toni (pen.) 55' Viviani                                    | 1-0 2-0 2-1         | 90+4' Dybala (pen.)                               | Neto Barzagli (72' Chiellini), Bonucci, Rugani Cuadrado, Sturaro (62' Pereyra), Lemina, Asamoah (71' Padoin), Alex Sandro Dybala, Zaza             | 26' Zaza 42' Alex Sandro 51' Lemina 90+2' Alex Sandro                            |
| 15 mei 2016 15:00 Juventus Stadium Turijn                      | Juventus                                                       | 5-0                 | Sampdoria                                         | Neto Bonucci, Barzagli, Chiellini Lichtsteiner, Pereyra (66' Sturaro), Hernanes, Pogba, Evra Dybala (67' Morata), Mandžukić (75' Zaza)             | 21' Chiellini 35' Hernanes 72' Sturaro                                           |
| 15 mei 2016 15:00 Juventus Stadium Turijn                      | 5' Evra 15' Dybala (pen.) 37' Dybala 77' Chiellini 85' Bonucci | 1-0 2-0 3-0 4-0 5-0 |                                                   | Neto Bonucci, Barzagli, Chiellini Lichtsteiner, Pereyra (66' Sturaro), Hernanes, Pogba, Evra Dybala (67' Morata), Mandžukić (75' Zaza)             | 21' Chiellini 35' Hernanes 72' Sturaro                                           |

### Overzicht
| Speeldag  | 1  | 2  | 3  | 4  | 5  | 6  | 7  | 8  | 9  | 10 | 11 | 12 | 13 | 14 | 15 | 16 | 17 | 18 | 19 | 20 | 21 | 22 | 23 | 24 | 25 | 26 | 27 | 28 | 29 | 30 | 31 | 32 | 33 | 34 | 35 | 36 | 37 | 38 |
| --------- | -- | -- | -- | -- | -- | -- | -- | -- | -- | -- | -- | -- | -- | -- | -- | -- | -- | -- | -- | -- | -- | -- | -- | -- | -- | -- | -- | -- | -- | -- | -- | -- | -- | -- | -- | -- | -- | -- |
| Resultaat | v  | v  | g  | w  | g  | v  | w  | g  | w  | v  | w  | w  | w  | w  | w  | w  | w  | w  | w  | w  | w  | w  | w  | w  | w  | g  | w  | w  | w  | w  | w  | w  | w  | w  | w  | w  | v  | w  |
| Punten    | 0  | 0  | 1  | 4  | 5  | 5  | 8  | 9  | 12 | 12 | 15 | 18 | 21 | 24 | 27 | 30 | 33 | 36 | 39 | 42 | 45 | 48 | 51 | 54 | 57 | 58 | 61 | 64 | 67 | 70 | 73 | 76 | 79 | 82 | 85 | 88 | 88 | 91 |
| Positie   | 17 | 17 | 16 | 13 | 13 | 15 | 12 | 14 | 12 | 12 | 10 | 7  | 6  | 5  | 5  | 4  | 4  | 4  | 2  | 2  | 2  | 2  | 2  | 2  | 1  | 1  | 1  | 1  | 1  | 1  | 1  | 1  | 1  | 1  | 1  | 1  | 1  | 1  |

### Klassement
|    |    |                  | P  | W  | G  | V  | +  | -  | DS  | Ptn |
| -- | -- | ---------------- | -- | -- | -- | -- | -- | -- | --- | --- |
| K  | 1  | Juventus         | 38 | 29 | 4  | 5  | 75 | 20 | +55 | 91  |
| CL | 2  | Napoli           | 38 | 25 | 7  | 6  | 80 | 32 | +48 | 82  |
| CL | 3  | AS Roma          | 38 | 23 | 11 | 4  | 83 | 41 | +42 | 80  |
| EL | 4  | Internazionale   | 38 | 20 | 7  | 11 | 50 | 38 | +12 | 67  |
| EL | 5  | Fiorentina       | 38 | 18 | 10 | 10 | 60 | 42 | +18 | 64  |
|    | 6  | Sassuolo         | 38 | 16 | 13 | 9  | 49 | 40 | +9  | 61  |
|    | 7  | AC Milan         | 38 | 15 | 12 | 11 | 49 | 43 | +6  | 57  |
|    | 8  | Lazio            | 38 | 15 | 9  | 14 | 52 | 52 | 0   | 54  |
|    | 9  | Chievo           | 38 | 13 | 11 | 14 | 43 | 45 | −2  | 50  |
|    | 10 | Genoa            | 38 | 13 | 7  | 18 | 45 | 48 | −3  | 46  |
|    | 11 | Empoli           | 38 | 12 | 10 | 16 | 40 | 49 | −9  | 46  |
|    | 12 | Torino           | 38 | 12 | 9  | 17 | 52 | 55 | −3  | 45  |
|    | 13 | Atalanta Bergamo | 38 | 11 | 12 | 15 | 41 | 47 | −6  | 45  |
|    | 14 | Bologna          | 38 | 11 | 9  | 18 | 33 | 45 | −12 | 42  |
|    | 15 | Sampdoria        | 38 | 10 | 10 | 18 | 48 | 61 | −13 | 40  |
|    | 16 | Udinese          | 38 | 10 | 9  | 19 | 35 | 60 | −25 | 39  |
|    | 17 | Palermo          | 38 | 10 | 9  | 19 | 38 | 65 | −27 | 39  |
| D  | 18 | Carpi            | 38 | 9  | 11 | 18 | 37 | 57 | −20 | 38  |
| D  | 19 | Frosinone        | 38 | 8  | 7  | 23 | 35 | 76 | −41 | 31  |
| D  | 20 | Hellas Verona    | 38 | 5  | 13 | 20 | 34 | 63 | −29 | 28  |

## Coppa Italia
| Coppa Italia                                     |                                              |                 |                  | |                                                                       |
| Wedstrijddetails                                 | Thuisploeg                                   | Uitslag         | Uitploeg         | Opstelling | Kaarten                                                               |
| 1/8 finale                                       |                                              |                 |                  | |                                                                       |
| 16 december 2015 20:45 Juventus Stadium Turijn   | Juventus                                     | 4-0             | Torino           | Neto Rugani, Bonucci, Chiellini Lichtsteiner, Khedira (82' Padoin), Marchisio (87' Hernanes), Pogba, Alex Sandro Zaza (53' Dybala), Morata                                                      | 23' Zaza 39' Marchisio                                                |
| 16 december 2015 20:45 Juventus Stadium Turijn   | 28' Zaza 51' Zaza 73' Dybala 82' Pogba       | 1-0 2-0 3-0 4-0 |                  | Neto Rugani, Bonucci, Chiellini Lichtsteiner, Khedira (82' Padoin), Marchisio (87' Hernanes), Pogba, Alex Sandro Zaza (53' Dybala), Morata                                                      | 23' Zaza 39' Marchisio                                                |
| Kwartfinale                                      |                                              |                 |                  | |                                                                       |
| 20 januari 2016 20:45 Stadio Olimpico Rome       | Lazio                                        | 0-1             | Juventus         | Neto Cáceres, Bonucci, Chiellini Lichtsteiner (80' Cuadrado), Sturaro, Marchisio, Pogba, Alex Sandro Zaza (90' Dybala), Morata (76' Mandžukić)                                                  | 44' Chiellini 90' Zaza 90+3' Dybala                                   |
| 20 januari 2016 20:45 Stadio Olimpico Rome       |                                              | 0-1             | 66' Lichtsteiner | Neto Cáceres, Bonucci, Chiellini Lichtsteiner (80' Cuadrado), Sturaro, Marchisio, Pogba, Alex Sandro Zaza (90' Dybala), Morata (76' Mandžukić)                                                  | 44' Chiellini 90' Zaza 90+3' Dybala                                   |
| Halve finale                                     |                                              |                 |                  | |                                                                       |
| 27 januari 2016 20:45 Juventus Stadium Turijn    | Juventus                                     | 3-0             | Internazionale   | Neto Cáceres, Bonucci, Chiellini Cuadrado (90' Padoin), Pogba, Marchisio, Asamoah, Evra (83' Alex Sandro) Mandžukić (77' Dybala), Morata                                                        | 18' Bonucci                                                           |
| 27 januari 2016 20:45 Juventus Stadium Turijn    | 36' Morata (pen.) 63' Morata 83' Dybala      | 1-0 2-0 3-0     |                  | Neto Cáceres, Bonucci, Chiellini Cuadrado (90' Padoin), Pogba, Marchisio, Asamoah, Evra (83' Alex Sandro) Mandžukić (77' Dybala), Morata                                                        | 18' Bonucci                                                           |
| 2 maart 2016 20:45 Stadio Giuseppe Meazza Milaan | Internazionale                               | 3-0 (3-5)       | Juventus         | Neto Lichtsteiner (55' Barzagli), Bonucci, Rugani, Alex Sandro Cuadrado, Sturaro, Hernanes (71' Lemina), Asamoah (86' Pogba) Zaza, Morata Strafschoppen: Barzagli, Zaza, Morata, Pogba, Bonucci | 37' Sturaro 41' Bonucci 90+3' Cuadrado 93' Lemina 98' Pogba 109' Zaza |
| 2 maart 2016 20:45 Stadio Giuseppe Meazza Milaan | 16' Brozović 49' Perišić 82' Brozović (pen.) | 1-0 2-0 3-0     |                  | Neto Lichtsteiner (55' Barzagli), Bonucci, Rugani, Alex Sandro Cuadrado, Sturaro, Hernanes (71' Lemina), Asamoah (86' Pogba) Zaza, Morata Strafschoppen: Barzagli, Zaza, Morata, Pogba, Bonucci | 37' Sturaro 41' Bonucci 90+3' Cuadrado 93' Lemina 98' Pogba 109' Zaza |
| Finale                                           |                                              |                 |                  | |                                                                       |
| 21 mei 2016 20:45 Stadio Olimpico Rome           | AC Milan                                     | 0-1             | Juventus         | Neto Rugani, Barzagli, Chiellini Lichtsteiner (75' Cuadrado), Lemina, Hernanes (108' Morata), Pogba, Evra (62' Alex Sandro) Dybala, Mandžukić                                                   | 62' Pogba 105' Barzagli 116' Chiellini 119' Morata 120+2' Rugani      |
| 21 mei 2016 20:45 Stadio Olimpico Rome           |                                              | 0-1             | 110' Morata      | Neto Rugani, Barzagli, Chiellini Lichtsteiner (75' Cuadrado), Lemina, Hernanes (108' Morata), Pogba, Evra (62' Alex Sandro) Dybala, Mandžukić                                                   | 62' Pogba 105' Barzagli 116' Chiellini 119' Morata 120+2' Rugani      |

## UEFA Champions League
| UEFA Champions League                                       |                                                     |                         |                          | |                                                                                            |
| Wedstrijddetails                                            | Thuisploeg                                          | Uitslag                 | Uitploeg                 | Opstelling | Kaarten                                                                                    |
| Groepsfase                                                  |                                                     |                         |                          | |                                                                                            |
| 15 september 2015 20:45 Etihad Stadium Manchester           | Manchester City                                     | 1-2                     | Juventus                 | Buffon Lichtsteiner, Bonucci, Chiellini, Evra Sturaro, Hernanes, Pogba Cuadrado, Mandžukić (78' Dybala), Morata (85' Barzagli)                    |                                                                                            |
| 15 september 2015 20:45 Etihad Stadium Manchester           | 57' Chiellini (own)                                 | 1-0 1-1 1-2             | 70' Mandžukić 81' Morata | Buffon Lichtsteiner, Bonucci, Chiellini, Evra Sturaro, Hernanes, Pogba Cuadrado, Mandžukić (78' Dybala), Morata (85' Barzagli)                    |                                                                                            |
| 30 september 2015 20:45 Juventus Stadium Turijn             | Juventus                                            | 2-0                     | Sevilla                  | Buffon Barzagli, Bonucci, Chiellini Cuadrado, Khedira (76' Alex Sandro), Hernanes, Pogba, Evra Dybala (89' Rugani), Morata (80' Zaza)             |                                                                                            |
| 30 september 2015 20:45 Juventus Stadium Turijn             | 41' Morata 87' Zaza                                 | 1-0 2-0                 |                          | Buffon Barzagli, Bonucci, Chiellini Cuadrado, Khedira (76' Alex Sandro), Hernanes, Pogba, Evra Dybala (89' Rugani), Morata (80' Zaza)             |                                                                                            |
| 21 oktober 2015 20:45 Juventus Stadium Turijn               | Juventus                                            | 0-0                     | Borussia Mönchengladbach | Buffon Barzagli, Bonucci, Chiellini, Alex Sandro Khedira, Marchisio, Pogba Cuadrado (60' Pereyra), Mandžukić (70' Zaza), Morata (81' Dybala)      | 90+2' Chiellini                                                                            |
| 21 oktober 2015 20:45 Juventus Stadium Turijn               |                                                     |                         |                          | Buffon Barzagli, Bonucci, Chiellini, Alex Sandro Khedira, Marchisio, Pogba Cuadrado (60' Pereyra), Mandžukić (70' Zaza), Morata (81' Dybala)      | 90+2' Chiellini                                                                            |
| 3 november 2015 20:45 Borussia-Park Mönchengladbach         | Borussia Mönchengladbach                            | 1-1                     | Juventus                 | Buffon Lichsteiner, Bonucci, Chiellini, Evra Sturaro (87' Lemina), Marchisio, Hernanes, Pogba Dybala (63' Cuadrado), Morata (75' Barzagli)        | 53' Hernanes 56' Marchisio 63' Dybala 67' Sturaro                                          |
| 3 november 2015 20:45 Borussia-Park Mönchengladbach         | 18' Johnson                                         | 1-0 1-1                 | 44' Lichtsteiner         | Buffon Lichsteiner, Bonucci, Chiellini, Evra Sturaro (87' Lemina), Marchisio, Hernanes, Pogba Dybala (63' Cuadrado), Morata (75' Barzagli)        | 53' Hernanes 56' Marchisio 63' Dybala 67' Sturaro                                          |
| 25 november 2015 20:45 Juventus Stadium Turijn              | Juventus                                            | 1-0                     | Manchester City          | Buffon Barzagli, Bonucci, Chiellini Lichtsteiner, Sturaro, Marchisio, Pogba, Alex Sandro (78' Evra) Mandžukić (55' Morata), Dybala (82' Cuadrado) |                                                                                            |
| 25 november 2015 20:45 Juventus Stadium Turijn              | 18' Mandžukić                                       | 1-0                     |                          | Buffon Barzagli, Bonucci, Chiellini Lichtsteiner, Sturaro, Marchisio, Pogba, Alex Sandro (78' Evra) Mandžukić (55' Morata), Dybala (82' Cuadrado) |                                                                                            |
| 8 december 2015 20:45 Estadio Ramón Sánchez Pizjuán Sevilla | Sevilla                                             | 1-0                     | Juventus                 | Buffon Barzagli, Bonucci, Chiellini Lichtsteiner (76' Cuadrado), Sturaro, Marchisio, Pogba, Alex Sandro Dybala, Morata                            | 38' Alex Sandro 49' Sturaro                                                                |
| 8 december 2015 20:45 Estadio Ramón Sánchez Pizjuán Sevilla | 65' Llorente                                        | 1-0                     |                          | Buffon Barzagli, Bonucci, Chiellini Lichtsteiner (76' Cuadrado), Sturaro, Marchisio, Pogba, Alex Sandro Dybala, Morata                            | 38' Alex Sandro 49' Sturaro                                                                |
| 1/8 finale                                                  |                                                     |                         |                          | |                                                                                            |
| 23 februari 2016 20:45 Juventus Stadium Turijn              | Juventus                                            | 2-2                     | Bayern München           | Buffon Lichtsteiner, Bonucci, Barzagli, Evra Cuadrado, Khedira (69' Sturaro), Marchisio (46' Hernanes), Pogba Dybala (75' Morata), Mandžukić      | 79' Morata                                                                                 |
| 23 februari 2016 20:45 Juventus Stadium Turijn              | 63' Dybala 76' Sturaro                              | 0-1 0-2 1-2 2-2         | 43' Müller 55' Robben    | Buffon Lichtsteiner, Bonucci, Barzagli, Evra Cuadrado, Khedira (69' Sturaro), Marchisio (46' Hernanes), Pogba Dybala (75' Morata), Mandžukić      | 79' Morata                                                                                 |
| 16 maart 2016 20:45 Allianz Arena München                   | Bayern München                                      | 4-2                     | Juventus                 | Buffon Lichtsteiner, Bonucci, Barzagli, Evra Cuadrado (89' Pereyra), Khedira (68' Sturaro), Hernanes, Pogba, Alex Sandro Morata (72' Mandžukić)   | 29' Khedira 38' Morata 48' Lichtsteiner 53' Bonucci 71' Cuadrado 103' Pereyra 112' Sturaro |
| 16 maart 2016 20:45 Allianz Arena München                   | 73' Lewandowski 90+1' Müller 108' Thiago 110' Coman | 0-1 0-2 1-2 2-2 3-2 4-2 | 5' Pogba 28' Cuadrado    | Buffon Lichtsteiner, Bonucci, Barzagli, Evra Cuadrado (89' Pereyra), Khedira (68' Sturaro), Hernanes, Pogba, Alex Sandro Morata (72' Mandžukić)   | 29' Khedira 38' Morata 48' Lichtsteiner 53' Bonucci 71' Cuadrado 103' Pereyra 112' Sturaro |

### Groepsfase Champions League
| Groep D | Groep D                  | Groep D | Groep D | Groep D | Groep D | Groep D | Groep D | Groep D | Groep D |
|         |                          | P       | W       | G       | V       | +       | -       | DS      | Ptn     |
| ------- | ------------------------ | ------- | ------- | ------- | ------- | ------- | ------- | ------- | ------- |
| 1.      | Manchester City          | 6       | 4       | 0       | 2       | 12      | 8       | +4      | 12      |
| 2.      | Juventus                 | 6       | 3       | 2       | 1       | 6       | 3       | +3      | 11      |
| 3.      | Sevilla                  | 6       | 2       | 0       | 4       | 8       | 11      | −3      | 6       |
| 4.      | Borussia Mönchengladbach | 6       | 1       | 2       | 3       | 8       | 12      | −4      | 5       |

## Statistieken
De spelers met de meeste wedstrijden zijn in het groen aangeduid, de speler met de meeste goals in het geel.
| Nr. | Naam                 | Serie A | Serie A | Coppa Italia | Coppa Italia | Supercoppa | Supercoppa | Champions League | Champions League | Totaal | Totaal |
| Nr. | Naam                 | Wed     | Goals   | Wed          | Goals        | Wed        | Goals      | Wed              | Goals            | Wed    | Goals  |
| --- | -------------------- | ------- | ------- | ------------ | ------------ | ---------- | ---------- | ---------------- | ---------------- | ------ | ------ |
| 1.  | Gianluigi Buffon     | 35      | 0       | 0            | 0            | 1          | 0          | 8                | 0                | 44     | 0      |
| 3.  | Giorgio Chiellini    | 24      | 1       | 4            | 0            | 0          | 0          | 6                | 0                | 34     | 1      |
| 4.  | Martín Cáceres       | 6       | 0       | 2            | 0            | 1          | 0          | 0                | 0                | 9      | 0      |
| 6.  | Sami Khedira         | 20      | 5       | 1            | 0            | 0          | 0          | 4                | 0                | 25     | 5      |
| 7.  | Simone Zaza          | 19      | 5       | 3            | 2            | 0          | 0          | 2                | 1                | 24     | 8      |
| 8.  | Claudio Marchisio    | 23      | 0       | 3            | 0            | 1          | 0          | 5                | 0                | 32     | 0      |
| 9.  | Álvaro Morata        | 34      | 7       | 5            | 3            | 0          | 0          | 8                | 2                | 47     | 12     |
| 10. | Paul Pogba           | 35      | 8       | 5            | 1            | 1          | 0          | 8                | 1                | 49     | 10     |
| 11. | Kingsley Coman       | 1       | 0       | 0            | 0            | 1          | 0          | 0                | 0                | 2      | 0      |
| 11. | Hernanes             | 14      | 1       | 3            | 0            | 0          | 0          | 5                | 0                | 22     | 1      |
| 12. | Alex Sandro          | 22      | 2       | 5            | 0            | 0          | 0          | 5                | 0                | 32     | 2      |
| 14. | Fernando Llorente    | 1       | 0       | 0            | 0            | 1          | 0          | 0                | 0                | 2      | 0      |
| 15. | Andrea Barzagli      | 31      | 1       | 2            | 0            | 1          | 0          | 8                | 0                | 42     | 1      |
| 16. | Juan Cuadrado        | 28      | 4       | 4            | 0            | 0          | 0          | 8                | 1                | 40     | 5      |
| 17. | Mario Mandžukić      | 27      | 10      | 3            | 0            | 1          | 1          | 5                | 2                | 36     | 13     |
| 18. | Mario Lemina         | 10      | 2       | 2            | 0            | 0          | 0          | 1                | 0                | 13     | 2      |
| 19. | Leonardo Bonucci     | 36      | 3       | 4            | 0            | 1          | 0          | 8                | 0                | 49     | 3      |
| 20. | Simone Padoin        | 12      | 1       | 2            | 0            | 0          | 0          | 0                | 0                | 14     | 1      |
| 21. | Paulo Dybala         | 34      | 19      | 4            | 2            | 1          | 1          | 7                | 1                | 46     | 23     |
| 22. | Kwadwo Asamoah       | 11      | 0       | 2            | 0            | 0          | 0          | 0                | 0                | 13     | 0      |
| 24. | Daniele Rugani       | 17      | 0       | 3            | 0            | 0          | 0          | 1                | 0                | 21     | 0      |
| 25. | Neto                 | 3       | 0       | 5            | 0            | 0          | 0          | 0                | 0                | 8      | 0      |
| 26. | Stephan Lichtsteiner | 26      | 0       | 4            | 1            | 1          | 0          | 6                | 1                | 37     | 2      |
| 27. | Stefano Sturaro      | 19      | 1       | 2            | 0            | 1          | 0          | 6                | 1                | 28     | 2      |
| 33. | Patrice Evra         | 26      | 2       | 2            | 0            | 1          | 0          | 6                | 0                | 35     | 2      |
| 34. | Rubinho              | 0       | 0       | 0            | 0            | 0          | 0          | 0                | 0                | 0      | 0      |
| 37. | Roberto Pereyra      | 13      | 0       | 0            | 0            | 1          | 0          | 2                | 0                | 16     | 0      |
| 38. | Emil Audero          | 0       | 0       | 0            | 0            | 0          | 0          | 0                | 0                | 0      | 0      |
| 40. | Mattia Vitale        | 0       | 0       | 0            | 0            | 0          | 0          | 0                | 0                | 0      | 0      |

## Afbeeldingen

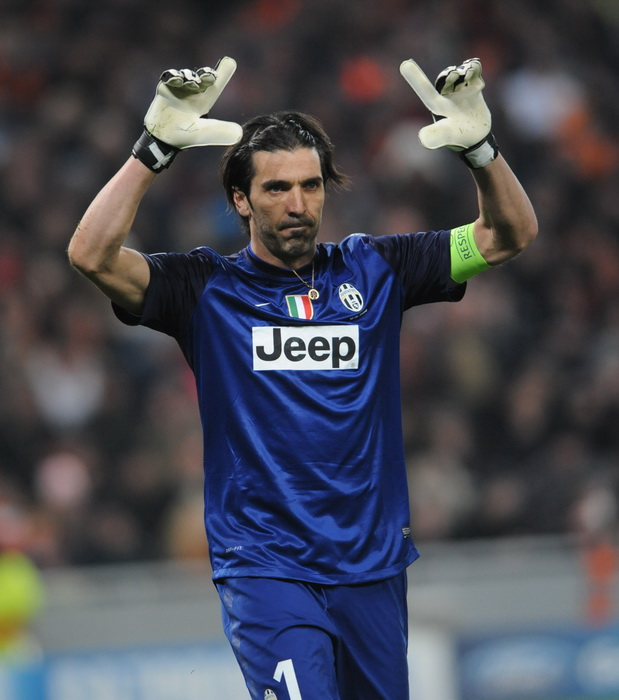
Gianluigi Buffon (doelman)
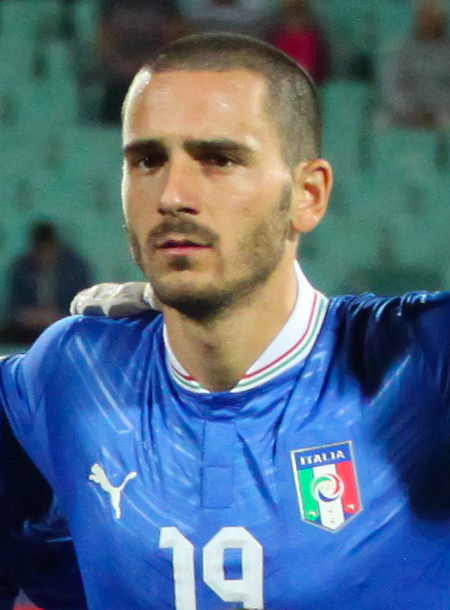
Leonardo Bonucci (verdediger)
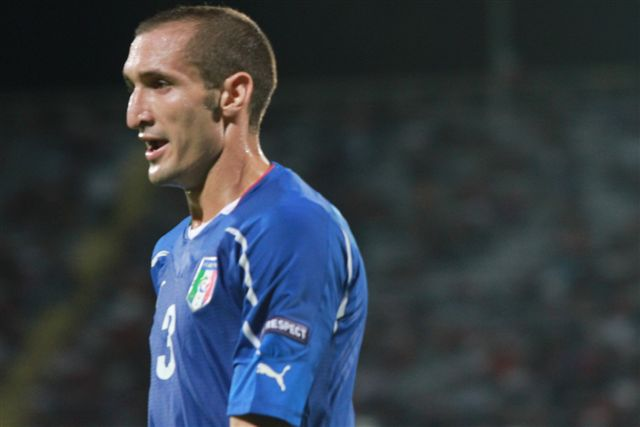
Giorgio Chiellini (verdediger)
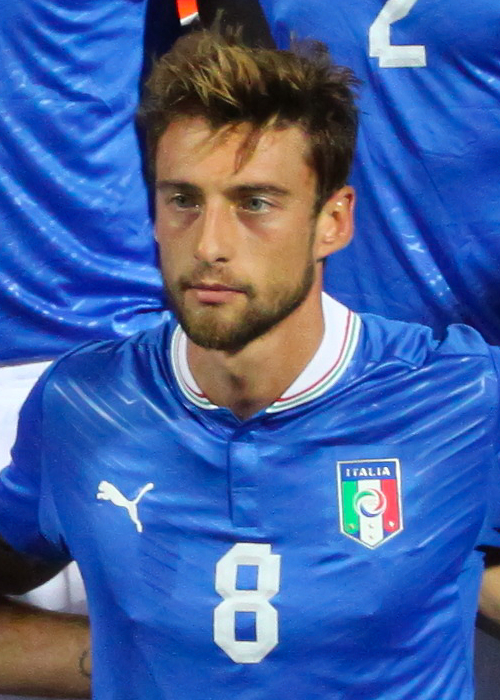
Claudio Marchisio (middenvelder)
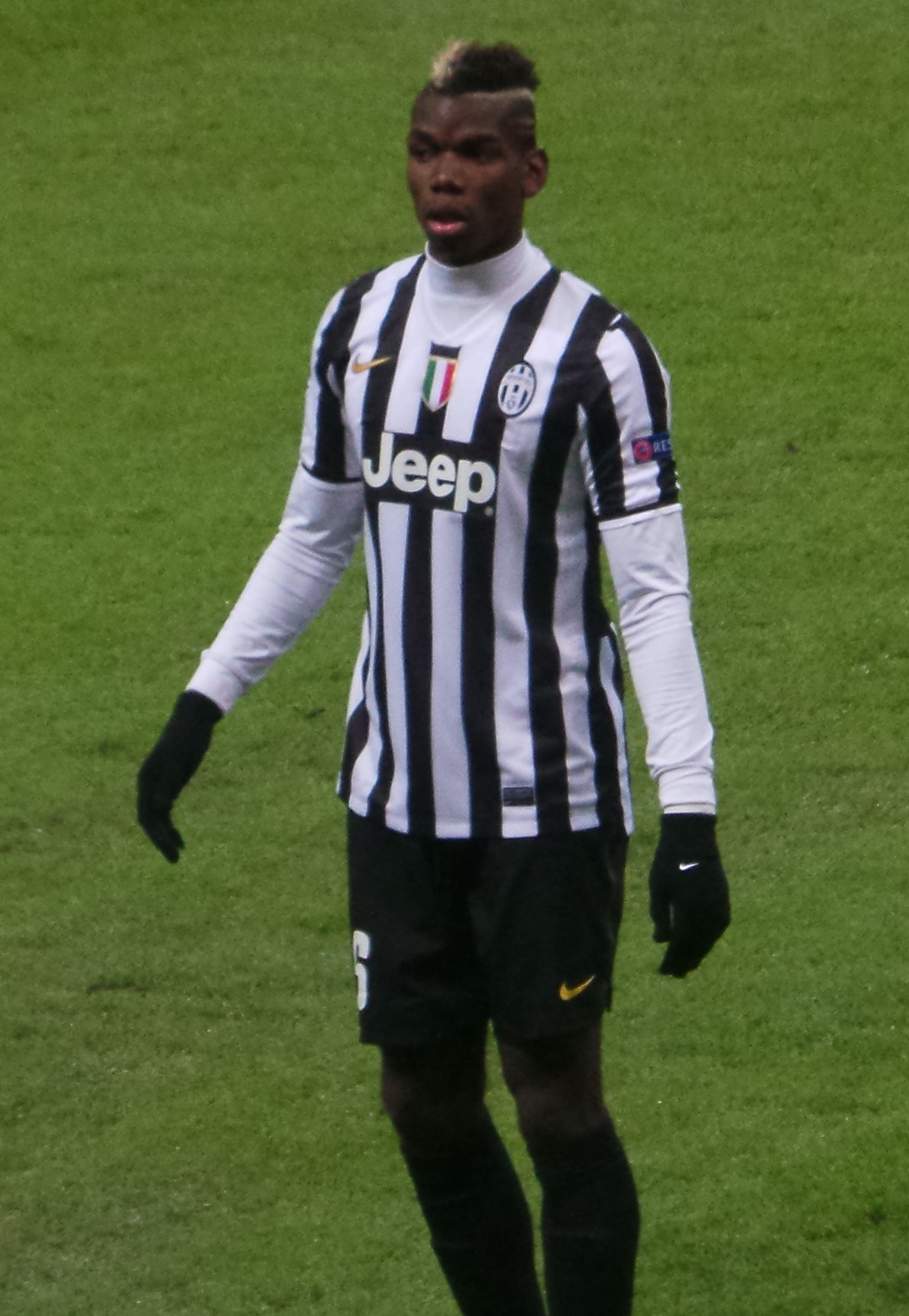
Paul Pogba (middenvelder)
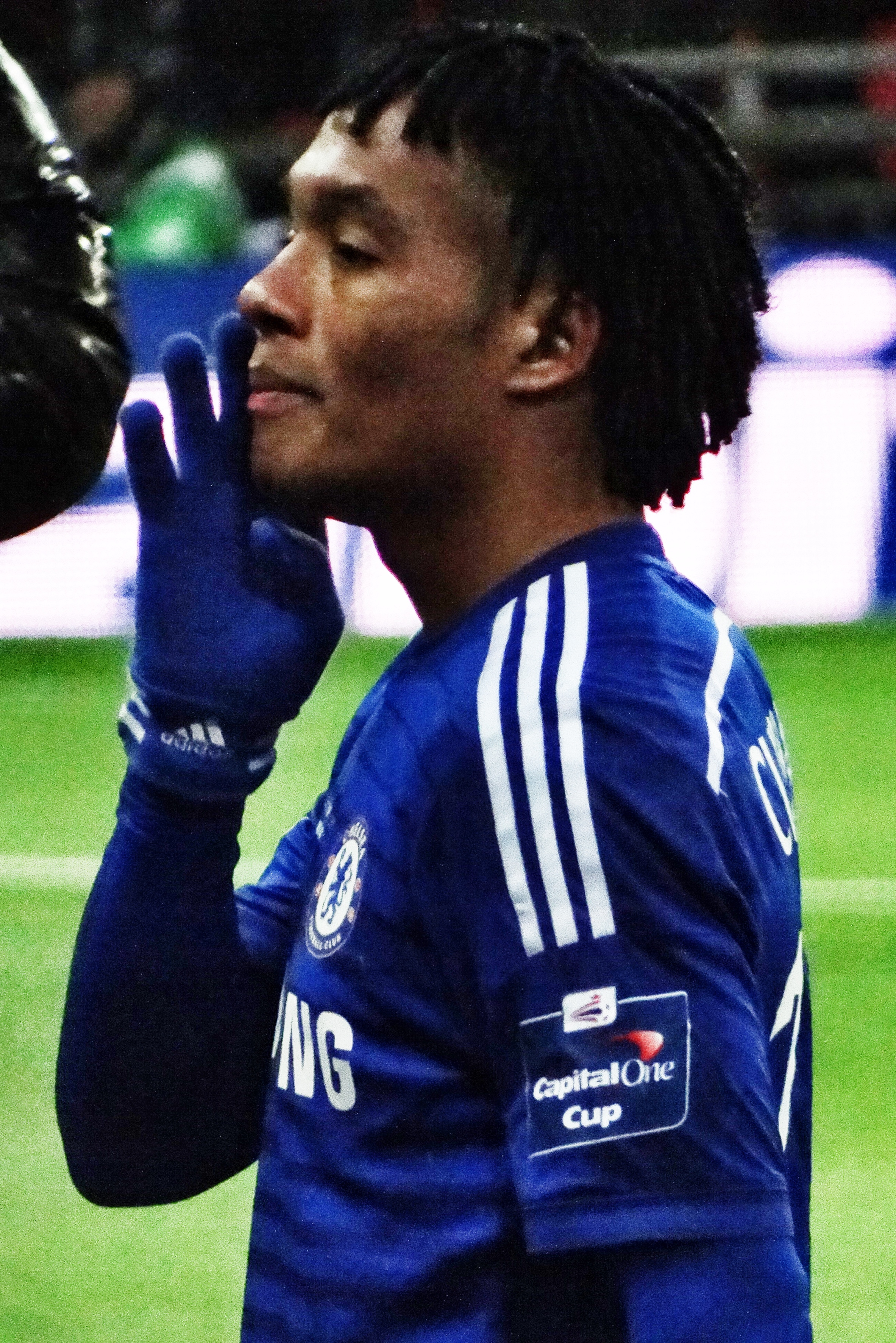
Juan Cuadrado (middenvelder)
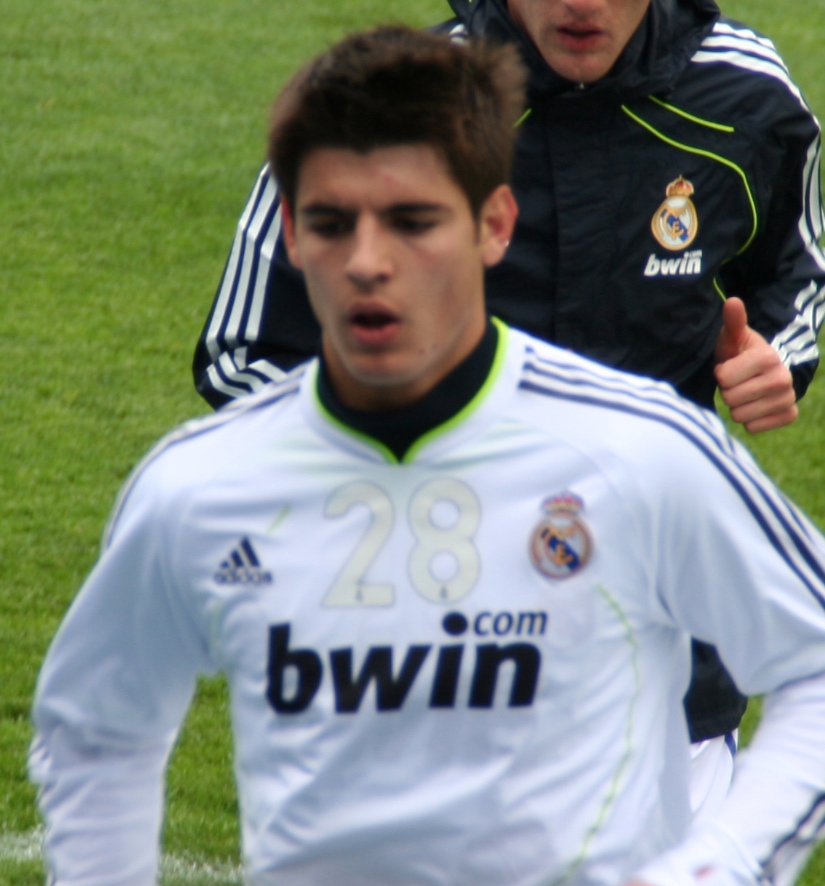
Álvaro Morata (aanvaller)
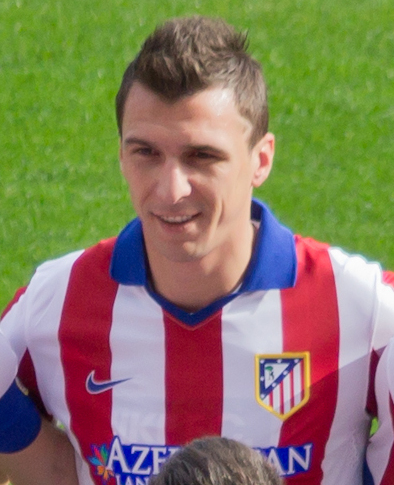
Mario Mandžukić (aanvaller)